# Дубовик (Ленінградська область)
Дубовик (рос. Дубовик) — присілок у Тосненському районі Ленінградської області Російської Федерації.
Населення становить 55 осіб. Належить до муніципального утворення Лисинське сільське поселення.

## Історія
Населений пункт розташований на історичній землі Іжорія.
Згідно із законом від 22 грудня 2004 року № 116-оз належить до муніципального утворення Лисинське сільське поселення.

## Населення
| 1879 | 1909 | 1997 | 2007 | 2010 | 2017 |
| ---- | ---- | ---- | ---- | ---- | ---- |
| 100  | ↗164 | ↘59  | ↘38  | ↗40  | ↗55  |